# DB Cargo UK
DB Cargo UK ist ein britisches Eisenbahnverkehrsunternehmen und die größte Güterbahn auf der Insel Großbritannien sowie der größte Frachtkunde des Eurotunnels. Das Unternehmen gehört zum Konzern der Deutschen Bahn AG.

## Geschichte

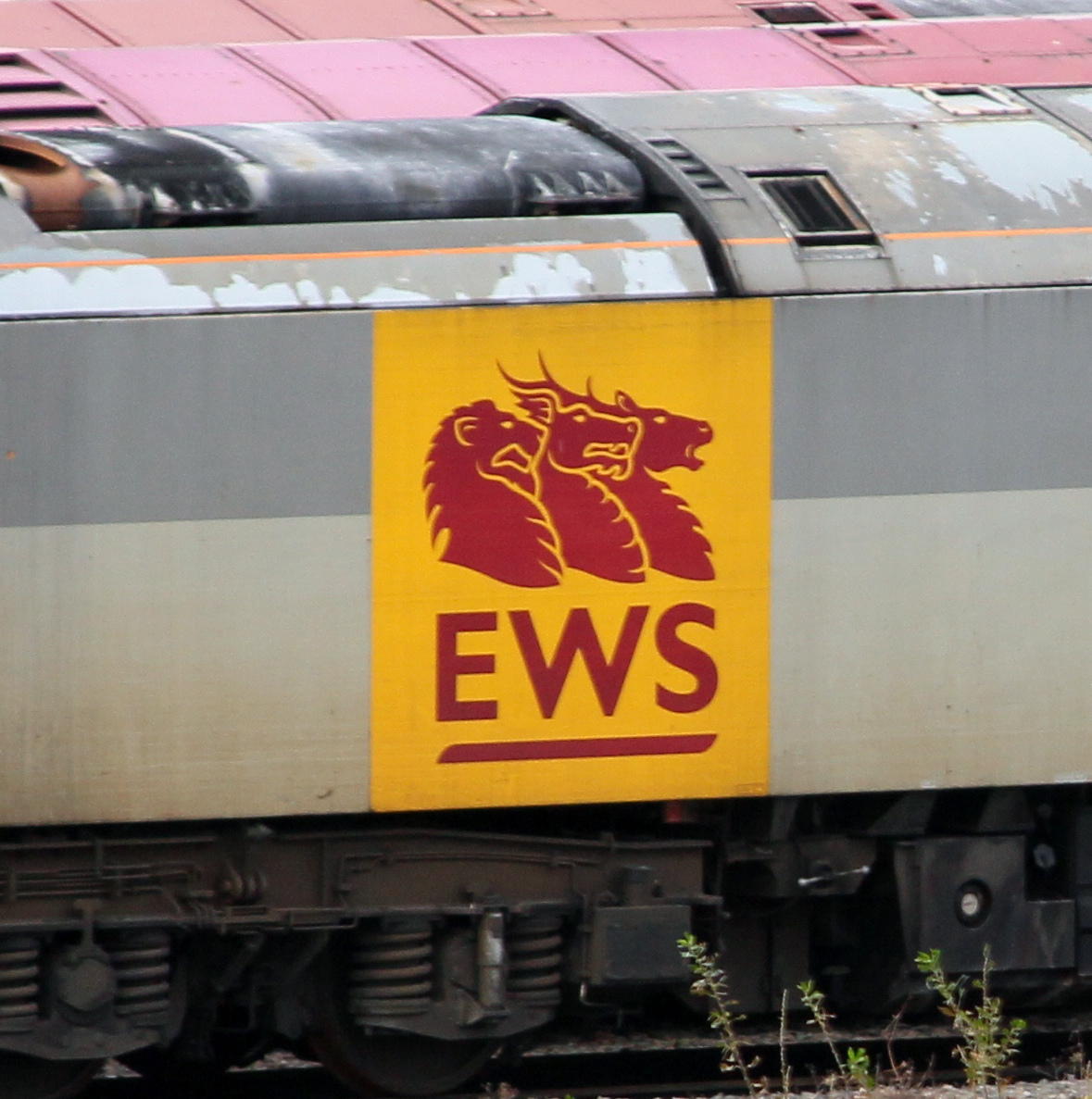
1997–2009 verwendetes Logo der English, Welsh & Scottish Railway (EWS). Das Logo der EWS besteht aus den hintereinander angeordneten Köpfen der Symboltiere für die drei politischen Teile des Betriebsgebietes – des englischen Löwen, des walisischen Drachen und des schottischen Hirsches

Das Unternehmen entstand im Februar 1996 unter dem Namen English, Welsh & Scottish Railway (EWS). Damals, bei der Privatisierung der britischen Eisenbahnen, kaufte die amerikanische Eisenbahngesellschaft Wisconsin Central zusammen mit Kapitalgebern vier Teilgesellschaften des Frachtbetriebs von British Rail (Rail Express Systems, Loadhaul, Transrail Freight und Mainline Freight) und fügte sie als EWS zusammen. 1997 erwarb EWS als weitere Teilgesellschaft Railfreight Distribution. Später übernahm EWS noch den Bereich National Power Rail.
Das Unternehmen übernahm 1996 einen Großteil des Frachtgeschäftes von British Rail.
Seit die Wisconsin Central im Januar 2001 von der Canadian National Railway übernommen wurde, war die Canadian National bis 2007 der größte Anteilseigner.
Der 1987 geschlossene Vertrag zwischen Eurotunnel, dem British Railways Board (BRB) und der SNCF garantierte den beiden Bahngesellschaften jeweils 50 Prozent der Kapazität des Eurotunnels bis zum Jahr 2052. Im Jahr 1997, nach der Bahnprivatisierung in Großbritannien, übertrug der BRB dies Recht auf EWS.
Ab Ende 1998 bot das Unternehmen in Zusammenarbeit mit DB Cargo fünfmal wöchentlich ein Schnellgüterzugpaar zwischen Köln-Gremberg und Wembley durch den Kanaltunnel an. Im Januar 2001 verhandelten DB, EWS und SNCF über eine Beteiligung der Deutschen Bahn an EWS, nachdem ab Ende November 2000 der 42,5-Prozent-Anteil von Wisconsin Central sowie eine Beteiligung von Goldman Sachs zum Verkauf standen. Die Gespräche wurden einige Wochen später unterbrochen, als Wisconsin Central selbst aufgekauft wurde.
Als zweite private Bahngesellschaft nach Connex erhielt EWS am 3. Oktober 2005 eine Sicherheitsbescheinigung für den Betrieb in Frankreich. In Frankreich betreibt DB Schenker Rail (UK) mit seiner Tochtergesellschaft Euro Cargo Rail (ECR) Güterzüge in Konkurrenz mit SNCF und Veolia. Im Juli 2008 hat EWS auch das Sicherheitszertifikat für Spanien erhalten.
Die größten Anteilseigner an EWS waren bis zum 26. November 2007 Canadian National mit 31,6 Prozent, die neuseeländische Investmentbank Fay Richwhite mit 16,6 Prozent, der US-amerikanische Investmentfonds Berkshire Partners mit 16,8 Prozent und die ebenfalls US-amerikanische Investmentbank Goldman Sachs mit 5,8 Prozent. Die restlichen ca. 30 Prozent wurden von kleineren Aktionären gehalten. Seit dem 26. November gehört EWS zu 100 Prozent der Deutschen Bahn AG; vom 1. Januar 2009 firmierte das Unternehmen unter dem Namen DB Schenker Rail (UK) Ltd., seit dem 2. März 2016 wurde der Name in DB Cargo UK geändert.
DB Cargo UK beschäftigt im Vereinigten Königreich 2200 Personen.
Axiom Rail
Axiom Rail (Stoke-on-Trent) ist eine Tochter der DB Cargo UK, die Güterwagen ausbessert und Ersatzteile sowie neuartige Drehgestelle herstellt.

## Rollmaterial

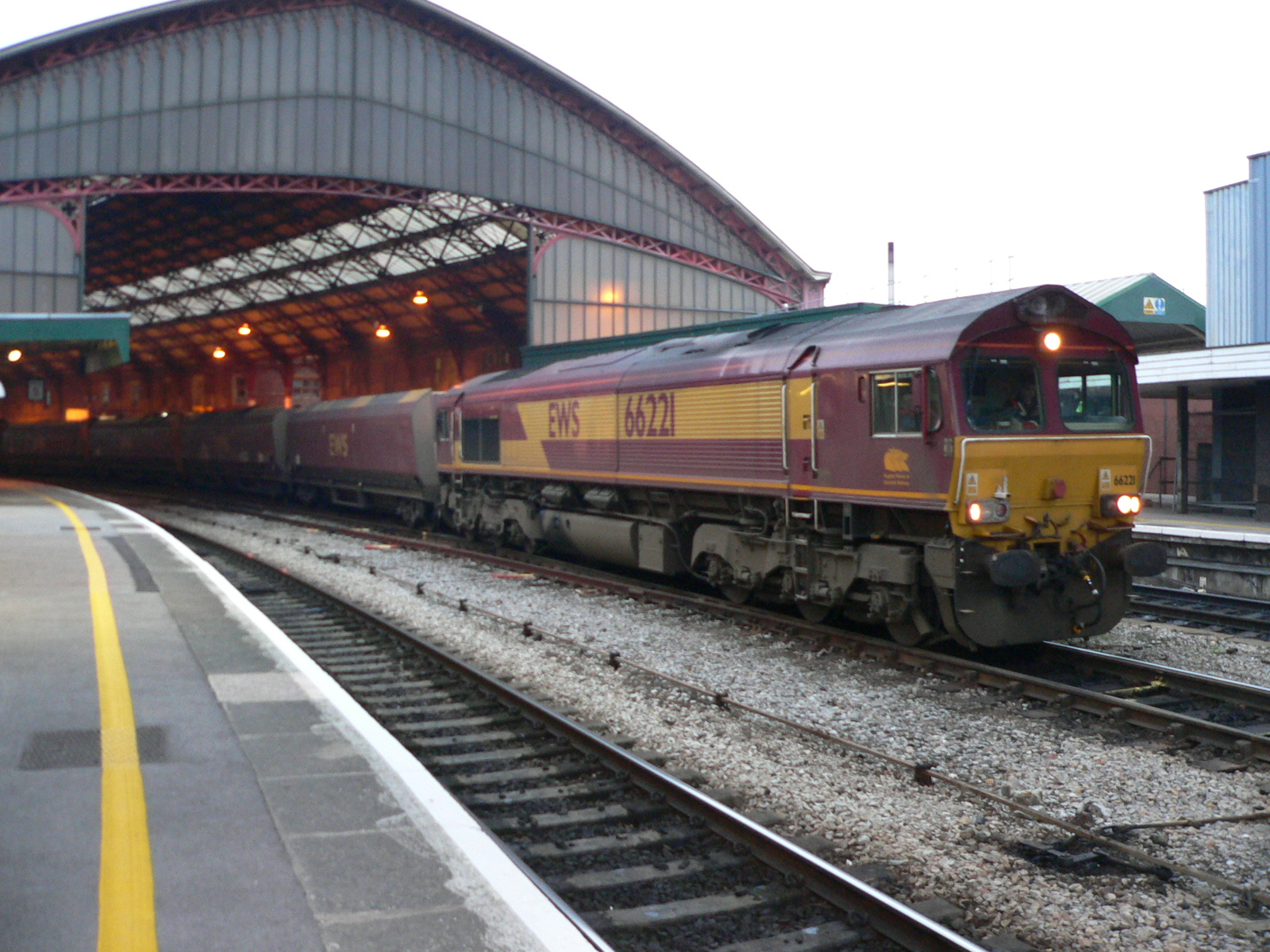
Baureihe 66 zieht einen Güterzug in nördlicher Richtung durch den Bahnhof Bristol Temple Meads

DB Cargo UK verfügt über die größte Lokomotiv- und Güterwagenflotte im Vereinigten Königreich.
DB Cargo UK besitzt auch Personenwagen als Charterzüge für Sonderfahrten oder gesellschaftliche Veranstaltungen und betreibt auch den Royal Train, den Salonwagenzug der britischen Königsfamilie. Für eigene Zwecke hält DB Cargo UK einen “Company Train” (intern „CoT“), der von einer Lokomotive der Baureihe 67 gezogen wird, und aus einem Konferenzwagen, einem Schlafwagen und einem Speisewagen sowie einem Steuerwagen für Schiebebetrieb besteht. Lokomotive und Steuerwagen sind in silbergrau gehalten und haben beide eine Videokamera in Fahrtrichtung, die anderen Wagen sind in der Firmenfarbe kastanienrot lackiert.
Alle Fahrzeuge entsprechen dem UIC-Lichtraumprofil UK1, das etwas schmaler ist als die auf dem europäischen Kontinent als Standard verbreiteten UIC-Profilen GA bis GC.

### Triebfahrzeuge
Nach der Bildung von EWS durch die Wisconsin Central verkündete der neue Eigner, alle alten Lokomotiven aus den Beständen der British Rail auszumustern und durch neue Lokomotiven zu ersetzen. Da nur etwa ein Drittel des Schienennetzes auf Britannien elektrifiziert ist und zudem zwei verschiedene Stromsysteme vorhanden sind (25 kV 50 Hz Oberleitung bzw. 750 V= Stromschiene), setzt DB Cargo UK vor allem auf Dieselantrieb.
| Typ      | Einsatzbereich          | Anzahl | Antriebsart                       | Leistung (bhp) | Höchstgeschwindigkeit | Achsfolge |
| -------- | ----------------------- | ------ | --------------------------------- | -------------- | --------------------- | --------- |
| Class 66 | Güterzüge               | 160    | dieselelektrisch                  | 3000           | 120 km/h              | Co'Co'    |
| Class 67 | Güter- und Personenzüge | 28     | dieselelektrisch                  | 2980           | 200 km/h              | Bo'Bo'    |
| Class 60 | Güterzüge               | 86     | dieselelektrisch                  | 3100           | 100 km/h              | Co'Co'    |
| Class 90 | Güter- und Personenzüge | 24     | elektrisch (25 kV 50 Hz)          | 5000           | 177 km/h              | Co'Co'    |
| Class 92 | Güter- und Personenzüge | 6      | elektrisch (25 kV 50 Hz / 750 V=) | 6760 / 5360    | 140 km/h              | Co'Co'    |

Bildergalerie
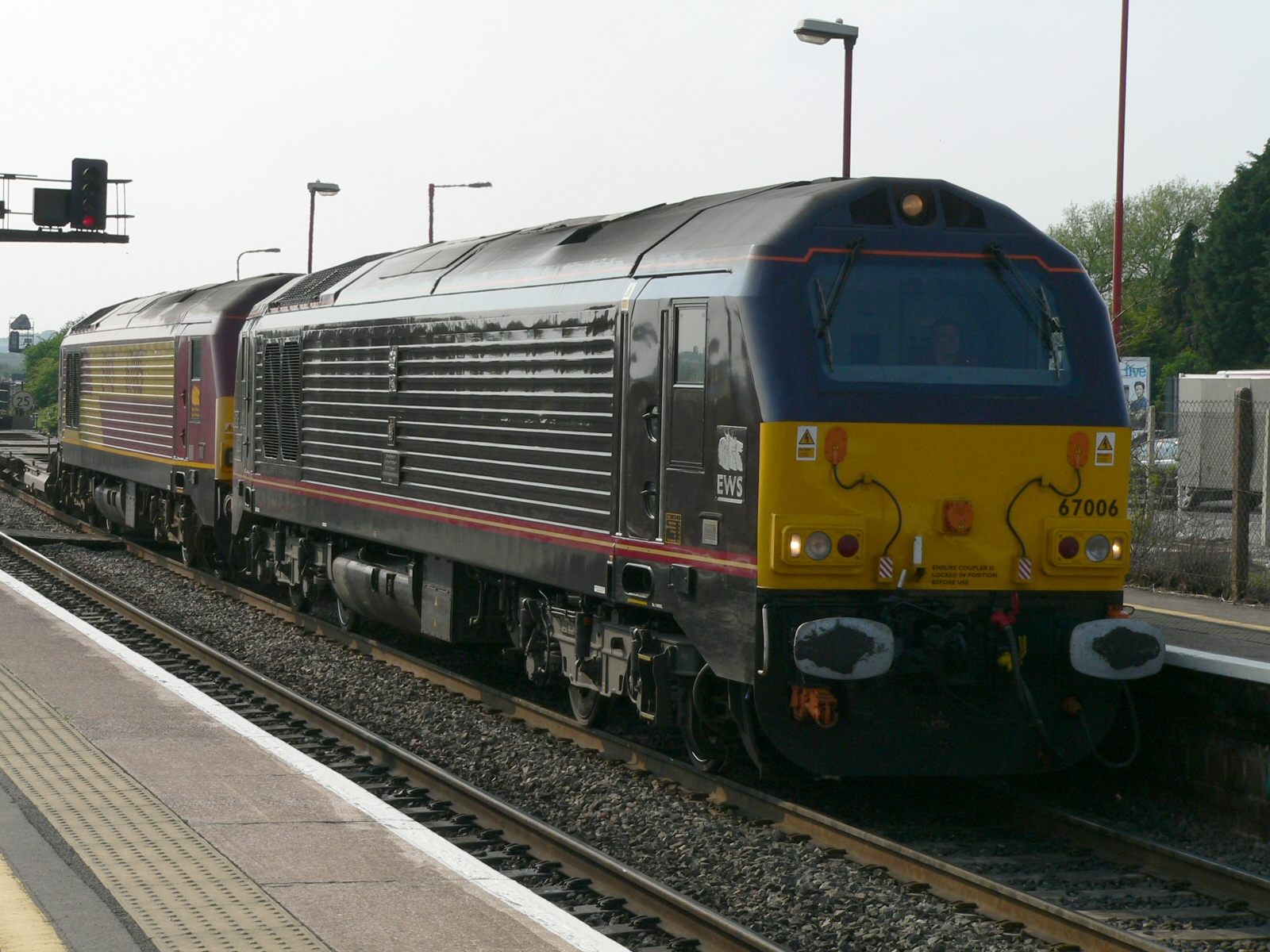
Lokomotiven der “Class 67” vor einem Güterzug, die Vordere in Farben des Royal Train
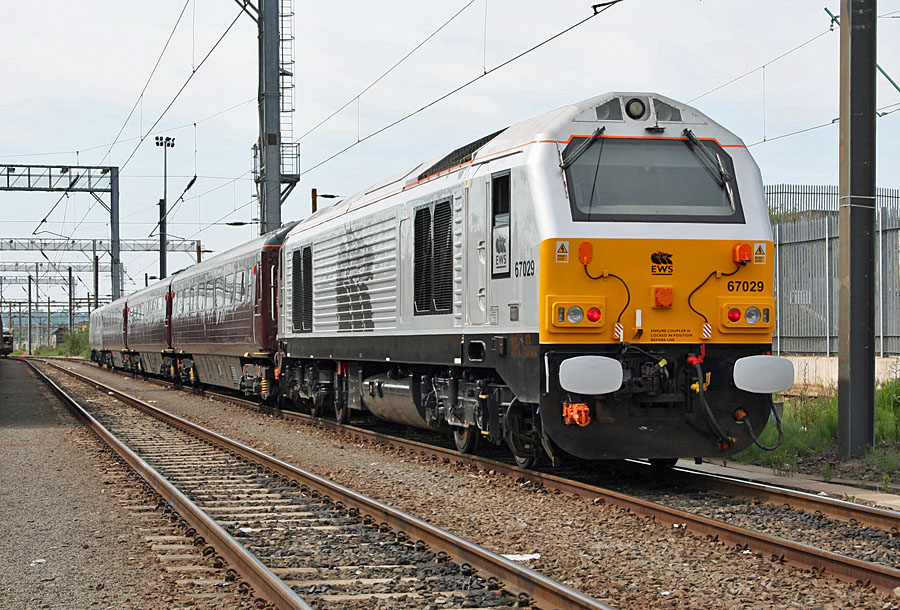
“Company Train” der EWS
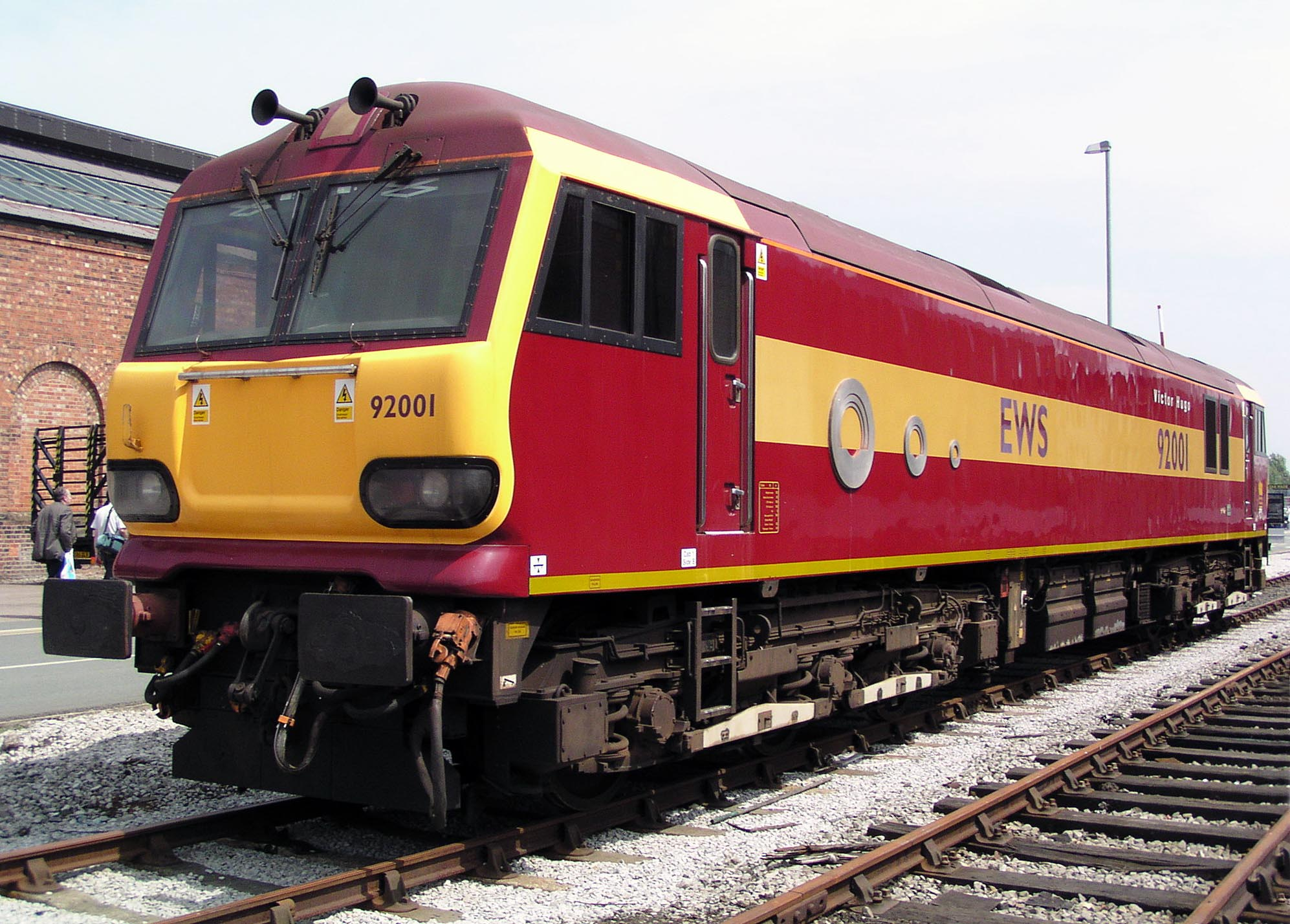
“Class 92” der EWS, genannt “Victor Hugo”

## Werkstätten
Die Fahrzeuge werden in den Werken Toton, Stoke-on-Trent und Crewe instand gehalten.

## Verkehrsleistung
DB Cargo UK bewegt wöchentlich etwa 8000 Züge und ist die einzige Güterbahn, die in allen Teilen der Insel Großbritannien tätig ist und durch den Kanaltunnel eine Frachtverbindung mit dem Kontinent betreibt.
EWS hatte auch die Post transportiert, bis am 9. Januar 2004 die Royal Mail beschloss, keine Post mehr mit der Bahn zu transportieren. Die Entscheidung wurde fast ein Jahr später revidiert, aber seitdem wird Post nur in eingeschränktem Umfang vom Konkurrenten GB Railfreight befördert.
Seit den 2010er Jahren betreibt DB Cargo UK Güterverkehrszüge auf der Schnellfahrstrecke High Speed 1. Diese Züge werden von modifizierten Lokomotiven der Baureihe 92 gezogen.
Mitte der 2010er Jahre gab es bei DB Cargo UK einen dramatischen Einbruch der Kohle- (auf 1/4 früherer Mengen) und Stahltransporte (auf 2/3). Ursachen waren bei der Entwicklung der Kohleverkehre neben einer gesetzlichen Änderung (CO2-Steuer) vor allem ein niedriges Gaspreisniveau. Es wurden Kombikraftwerke von Kohlebetrieb auf Gasbefeuerung umgestellt.